# Дете (архетип)
 Тази статия е за архетипа Дете.  За его състоянието Дете вижте Дете (его състояние).  
Дете е архетип, който е много важен в аналитичната психология и за първи път е предложен от швейцарския психиатър Карл Юнг. Неотдавна авторката Каролин Мис предположи, че Детето е сред другите четири архетипа на оцеляването (жертва, проститутка и саботьор) представени във всеки един от нас. Неговият обхват е от „детски до изглеждащ детски копнеж за невинност, независимо от възрастта“, както е споменато в нейната книга „Святи договори“, където се говори за наличието на много аспекти на архетипа Дете, разпростиращи се от Наранено Дете, Изоставено дете или Сирак, Зависимо Дете, Магическо/Невинно Дете, Дете на природата до Божествено Дете и Вечно Дете 